# Eurystheus

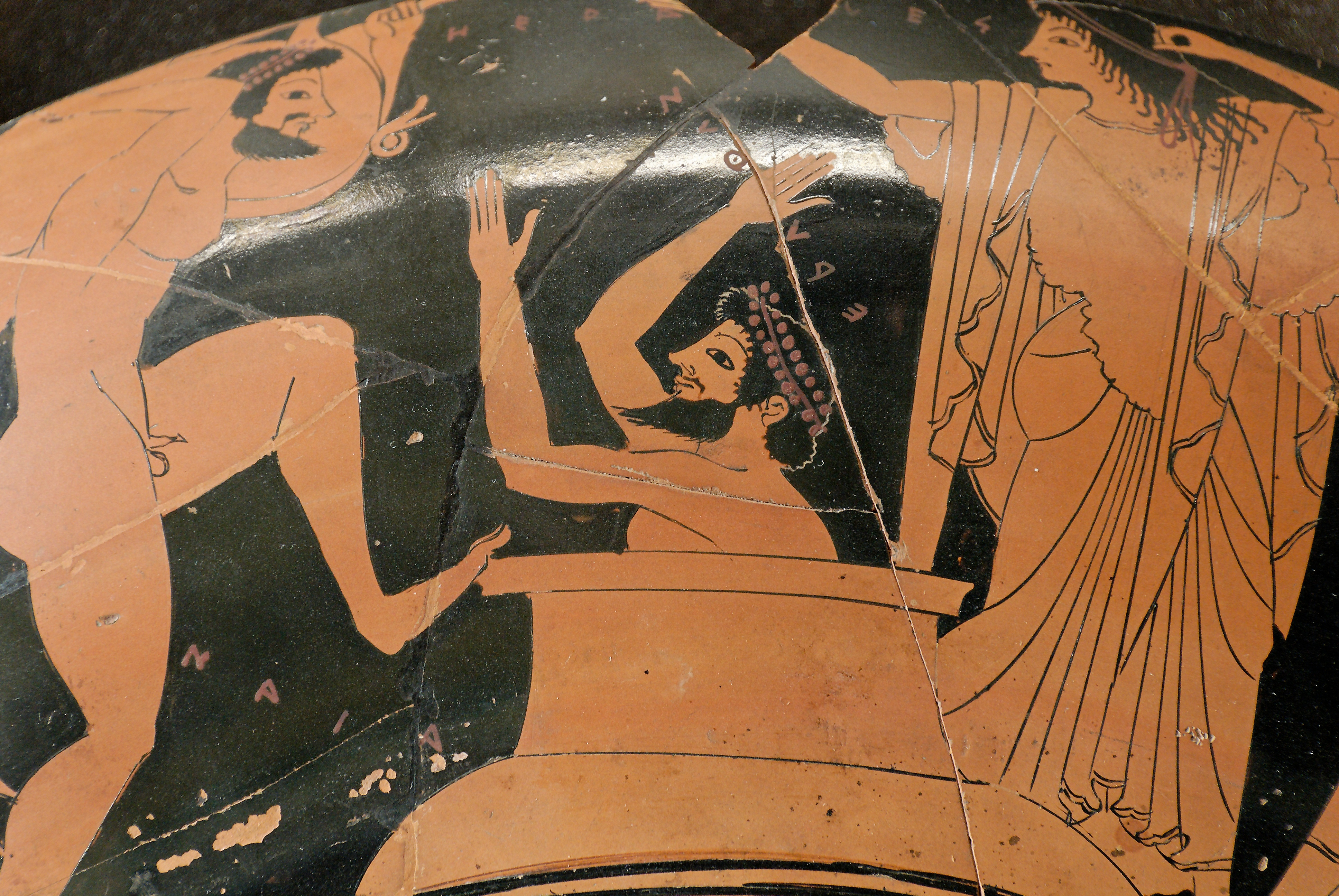
Beeld van Eurystheus.

Eurystheus (Oudgrieks: Εὐρυσθεύς) was een legendarische koning van Mycene en/of Tiryns. Hij was een kleinzoon van Perseus, en zijn vader was Sthenelus.
Toen Zeus eens aan het opscheppen was bij de andere goden dat uit zijn geslacht een dappere en sterke zoon geboren zou worden, die zou regeren over heel het omliggende land, was Hera achterdochtig dat Zeus weer eens vreemd was gegaan. Ze zorgde er daarom met behulp van haar dochter Eileithyia, de godin van de geboorte, voor dat de nietswaardige Eurystheus net iets eerder werd geboren dan de voorspelde dappere en sterke Herakles. Daardoor werd niet Herakles, maar Eurystheus de heerser van Mycene.
Maar dit was voor Hera nog niet genoeg: gedurende heel zijn leven werd Herakles door haar achtervolgd en nadat hij daardoor waanzinnig was geworden en zijn familie had gedood, moest hij van het orakel van Delphi om het goed te maken 12 jaar lang slaaf van Eurystheus worden gedurende welke hij zijn twaalf werken volbracht.
Eurystheus gedraagt zich voortdurend als een laf persoon: hij duikt van angst in een groot vat wanneer Herakles hem de Kerberos komt brengen.
Na de dood van Herakles vervolgde Eurystheus zijn nageslacht, de Herakliden. Ze vluchtten naar Athene. Hun bittere tegenstander viel de stad aan maar werd verslagen en gedood door Hyllos.

## Toneel
Euripides vertelde in zijn tragedie Kinderen van Herakles hoe Eurystheus na de dood van Herakles diens familie het leven zuur maakte. Anders dan in de traditionele versie sterft Eurystheus niet in de strijd, maar krijgt hij nog de gelegenheid om Argos aan de kaak te stellen en Athene een mooie toekomst te voorspellen.